# Batalla de Alcañiz
La batalla de Alcañiz fue un enfrentamiento armado de la Guerra de la Independencia Española que tuvo lugar en la localidad turolense de Alcañiz el 23 de mayo de 1809.

## Antecedentes
En los primeros días de 1808 las fuerzas del emperador Napoleón Bonaparte invaden España. Pero en primavera de ese mismo año la situación se precipita con el levantamiento del Dos de Mayo en Madrid, el fracaso de las fuerzas del mariscal Duhesme en Cataluña, las del mariscal Moncey en Valencia y en Andalucía la derrota total del ejército del mariscal Dupont en la batalla de Bailén por las tropas regulares españolas del capitán general Castaños, que llevan a la retirada francesa al norte del Ebro a primeros de agosto.
La reacción imperial no se hace esperar y en noviembre de 1808 el Emperador en persona con lo mejor de su Grande Armée aplasta a las fuerzas españolas en las batallas de Gamonal, Espinosa de los Monteros, Tudela y Somosierra entrando en Madrid, y siendo Zaragoza y Gerona asediadas de nuevo. Pero en enero de 1809 Napoleón ha de volver a Francia ante el rearme austriaco y la amenaza de un golpe de Estado en París. En primavera las fuerzas españolas están preparadas para el contraataque.
En Aragón el 26 de enero de 1809 el general Watier asaltó la población de Alcañiz aplastando la resistencia de sus entonces 4000 habitantes que habían organizado una milicia de voluntarios para su defensa, mientras la ciudad de Zaragoza tras un cruento asedio cayó finalmente en manos francesas el 4 de marzo. Con vistas a recuperarla el 20 de mayo de 1809 llega a Alcañiz el Segundo Ejército de la Derecha o Ejército de Aragón y Valencia formado por 8500 infantes y 500 jinetes con 19 cañones al mando del teniente general don Joaquín Blake, retirándose ante él sin presentar combate la primera división Laval y una brigada de dragones formadas por 6500 infantes y 800 jinetes con 12 cañones del III Cuerpo de Ejército francés que la ocupaban replegándose a la población de Híjar a 28 kilómetros al noroeste de Alcañiz en la ruta hacia Zaragoza.
Blake toma posiciones en las alturas al noroeste de Alcañiz desplegando su fuerza organizada en brigadas. El teniente general don Joaquín Blake y Joyes era malagueño hijo de irlandeses, y a sus 50 años era un veterano con amplia experiencia en combate contra británicos y franceses.

## El despliegue de las fuerzas

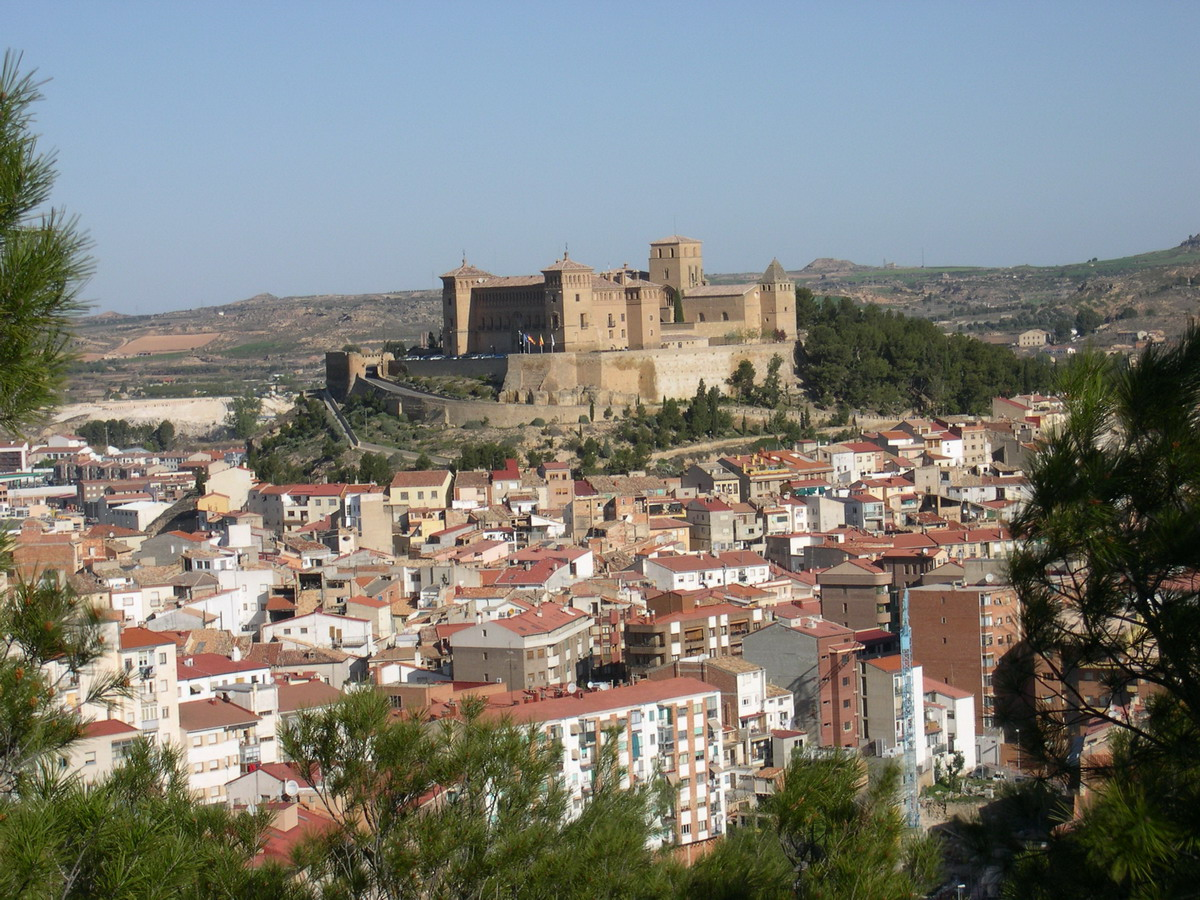
Vista general de la población de Alcañiz y su castillo calatravo del, testigos de la batalla

De izquierda a derecha el teniente general don Joaquín Blake emplaza ocultos en un olivar 500 infantes del coronel don Martín González de Menchaca y los 500 jinetes del brigadier don Miguel Ibarrola. En el cerro Perdiguer sitúa al general don Pedro Roca con 2000 hombres de ellos 1400 soldados de infantería que defienden la posición y tres cañones con sus artilleros. En el cerro de las Horcas bloqueando la entrada a Alcañiz desde Zaragoza, como posición central donde el capitán general don Joaquín Blake establece su cuartel general, sitúa al marqués de Lazán con otros 2000 hombres y al brigadier don Martín García-Loygorri e Ichaso con seis cañones. A la derecha sobre el cerro de los Pueyos de Fórnoles ante la ermita de la Virgen de los Pueyos bloqueando la entrada a Alcañiz desde Caspe sitúa al brigadier don Carlos de Areizaga con otra brigada de 2000 hombres y un solitario cañón cubiertos desde el cercano cerro del Tiro de Cañón a su derecha por otros 1000 hombres con dos cañones. A los pies del cerro de los Pueyos de Fórnoles está el caserío Tella abandonado. Como fuerza de alerta vigilando la carretera de Zaragoza se sitúa a diez kilómetros al noroeste de Alcañiz en las Peñas de Borrita una fuerza de 1000 hombres al mando del teniente coronel don Pedro de Tejada.
El 22 de mayo el mariscal conde Louis Gabriel Suchet al mando del III Cuerpo de Ejército francés llega desde Zaragoza con 3500 soldados de la brigada Fabre de su segunda división Musnier a la población de Híjar, donde toma el mando de la fuerza de Laval sumando 10 000 infantes y 800 jinetes con 18 cañones, iniciando la marcha nocturna hacia Alcañiz protegidos de miradas inoportunas por la oscuridad. A las seis de la mañana del día 23 de mayo de 1809 la fuerza de alerta de Tejada en las Peñas de Borrita detecta la llegada francesa y tras dar la alarma se repliega a su posición prevista en el cerro del Tiro de Cañón en la derecha del despliegue español completando la brigada de 2000 hombres con dos cañones allí emplazada. Al alba del 23 de mayo de 1809 el mariscal Suchet establece su despliegue frente a Alcañiz en el cerro Portes cerca de la carretera a Caspe donde sitúa a los 6500 soldados de la división Lazán con doce cañones delante y los 800 jinetes de la caballería detrás como reserva, y a los 3500 soldados de la brigada Fabre en el cerro del Hambre a su derecha junto a la carretera a Zaragoza.
El mariscal Suchet a sus 39 años es veterano de las guerras revolucionarias y de formación del Imperio napoleónico con amplia experiencia en combates contra británicos, españoles, austriacos, rusos y prusianos.

## Los primeros ataques franceses

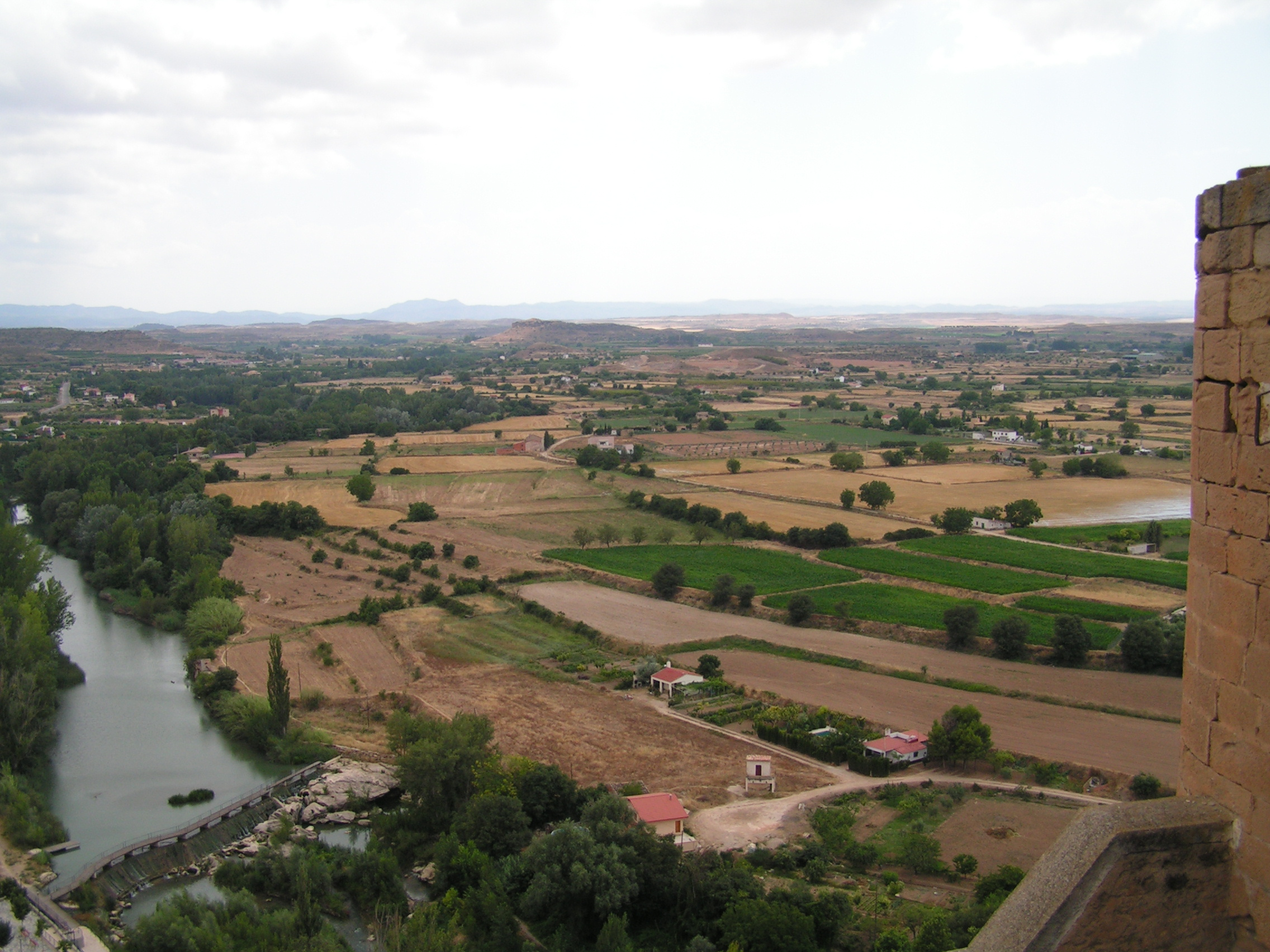
Vista desde el castillo de Alcañiz sobre el río Guadalope, que separaba a la ciudad del campo de batalla.

El combate empieza con un duelo artillero entre la artillería francesa situada en la falda del cerro Portes contra el solitario cañón situado en lo alto del cerro Pueyos, pero la falta de efectividad contra la brigada española dada la diferencia de altura lo hizo durar poco tiempo. El general Lazán formó en el cerro Portes a la 1.ª y 2.ª brigadas de su división de infantería en dos columnas de ataque de 2000 soldados cada una dirigiéndolas por la carretera de Caspe contra el cerro de los Pueyos defendido por los 1400 soldados de la brigada del general Areizaga formada por la infantería ligera de los Voluntarios de Aragón, Tiradores de Murcia, 2.ª de Voluntarios de Aragón y Daroca, pero al intentar flanquear la posición descubrieron que estaban bajo el fuego artillero del cerro del Tiro de Cañón y fueron rechazados replegándose ordenadamente. El general Fabre desde el cerro del Hambre envió otra fuerza de ataque formada por los 1000 polacos del 1.º regimiento del Vístula contra el cerro del Perdiguer pero también fue rechazado por la brigada del general Roca, mientras Laval atacaba de nuevo enviando sus columnas contra los cerros de los Pueyos y del Tiro de Cañón siendo otra vez rechazado tras un intenso combate por la brigada del general Areizaga y la del teniente coronel Tejada con la infantería ligera de los Cazadores de Fernando VII y Voluntarios de Valencia junto a la infantería de línea de los regimientos América y el suizo Traxler n.º5.
Durante la segunda serie de ataques el teniente general Blake envía a la caballería e infantería de Ibarrola desde el olivar de su flanco izquierdo al caserío Tella a los pies del cerro de los Pueyos donde la infantería ligera del 2.º de Cazadores de Valencia y el 1.º de Voluntarios de Aragón se parapeta tras las tapias y paredes del caserío mientras los 500 jinetes de los dos escuadrones de caballería de línea del regimiento Santiago y otros dos escuadrones de la caballería ligera de los regimientos Húsares Españoles y Cazadores de Olivenza se posiciona tras la casa: cuando los 2000 soldados de la columna francesa que atacaba el cerro Pueyos bajan rechazados y desorganizados reciben una descarga de mosquetes desde la casa y la caballería española carga sobre ellos entrando en pánico la columna francesa que huye hacia el cerro Portes, allí la infantería de protección hace una descarga sobre la caballería española hiriendo a Ibarrola y los 800 dragones franceses de la reserva cargan sobre ellos persiguiéndoles, pero los jinetes españoles los llevan hacia el caserío Tella donde otra descarga de mosquetes de la infantería ligera rechaza a los jinetes franceses mientras la caballería española se reorganiza detrás de la casa. Tras ello y antes del previsible ataque francés, la infantería y la caballería españolas del caserío se repliegan emplazándose tras el cerro Pueyos reforzando este punto de la línea.

## El combate se decide: la artillería de Loygorri
Tras este revés el mariscal Suchet ordena al general Fabre realizar el ataque principal a la posición central, y al resto de sus fuerzas presionar toda la línea española para fijarla e impedir que refuerce el centro: Fabre despliega una fuerza de 2000 soldados de los regimientos 114.º de línea y 1.º regimiento del Vístula que en formación de columna a tambor batiente por la carretera de Zaragoza ataca la posición central en el cerro de las Horcas, defendida por 1400 soldados de los regimientos de infantería de línea Saboya, Valencia y América del marqués de Lazán y la artillería al mando del brigadier Martín García-Loygorri e Ichaso.
El objetivo de Suchet es romper la línea española por el centro. La columna francesa avanza con brio bajo el fuego de mosquete y entonces el brigadier Loygorri, con enorme serenidad y sangre fría, aguanta a dar las órdenes de fuego a que las tropas enemigas estén casi en la boca de sus cañones, disponiendo los disparos de las piezas de forma precisa e ininterrumpida durante más de media hora, provocando la dispersión y una gran mortandad en las tropas napoleónicas, que emprendieron la huida, presa del pánico, cerro abajo, volviendo a su punto de partida en el cerro del Hambre.
Tras siete horas de combate, a las 13:00 horas ambos bandos están a la vista en sus posiciones, pero no hay más ataques en toda la tarde. Los cirujanos hacen su trabajo en los hospitales de campaña auxiliados por los acompañantes civiles del ejército, en su mayoría mujeres vinculadas a los soldados con funciones de aguadoras y enfermeras, que traían y atendían a los heridos. La población de Alcañiz fue al campamento español animando a la tropa y socorriendo a los heridos. Esa noche y de nuevo a cubierto de la oscuridad el ejército francés se retiró hacia Samper de Calanda.
Por su decisiva intervención en la batalla, el brigadier García-Loygorri fue ascendido a mariscal de campo y le sería otorgada años después la Laureada de San Fernando, la más prestigiosa de las condecoraciones militares españolas, siendo los primeros hechos de armas en ser recompensados con tan preciado galardón.

## El día después
Al amanecer del día 24 de mayo las fuerzas españolas descubrieron que los franceses se habían retirado. En el campo de batalla se encontraron 500 cadáveres enemigos abandonados, ya que se trasportó solo a los heridos estimados en unos 1500, sumando las bajas francesas aproximadas los 2000 hombres y 40 prisioneros. Los españoles sufrieron 300 bajas entre muertos y heridos, de ellos 24 oficiales y 260 soldados.
A pesar de las bajas el ejército de Suchet seguía siendo numéricamente superior, especialmente en caballería que debía encabezar la persecución, además de que a la defensiva podría elegir el campo de batalla. En tal situación el teniente general don Joaquín Blake mantuvo sus posiciones mientras Suchet se retiraba ordenadamente. Cerca de la población de Samper de Calanda el grito de un tambor que creyó ver tropas españolas acercándose hizo que cundiera el pánico en la 1.ª división Laval que iba en cabeza —la misma que padeció la carga de la caballería española durante la batalla— sucediéndose un caos en el que la tropa francesa desmandada y mezclada entró en el pueblo buscando refugio en la mayor confusión e incluso intercambiándose disparos: el mariscal Suchet hizo buscar y fusilar al tambor permaneciendo dos días en Samper hasta recuperar el control de la tropa, antes de dirigirse a Zaragoza intentando ocultar su derrota no informando siquiera de la existencia del combate.
Por esta batalla se creó el 14 de mayo de 1815 una cruz de distinción con cinta roja, con las aspas de San Andrés rojas esmaltadas, una corona de laurel con una llama amarilla y roja, un óvalo blanco en su centro con la inscripción Fernando VII y Alcañiz en letras de oro.